# Bradu
Bradu è un comune della Romania di 6 294 abitanti, ubicato nel distretto di Argeș, nella regione storica della Muntenia.
Il comune è formato dall'unione di 3 villaggi: Bradu de Jos, Bradu de Sus e Geamana.